# Peck (Wisconsin)
Peck es un municipio (en inglés, town) del condado de Langlade, Wisconsin, Estados Unidos. Tiene una población estimada, a mediados de 2021, de 327 habitantes.

## Geografía
Está ubicado en las coordenadas 45°14′32″N 89°14′41″O / 45.24222, -89.24472. Según la Oficina del Censo de los Estados Unidos, tiene una superficie total de 96.34 km², de la cual 95.88 km² corresponden a tierra firme y 0.46 km² son agua.

## Demografía
Según el censo de 2020, en ese momento había 324 personas residiendo en la zona. La densidad de población era de 3.4 hab./km². El 97.22% de los habitantes eran blancos, el 1.23% eran amerindios, el 1.31% era asiático, el 0.31% era de otra raza y el 0.93% eran de una mezcla de razas. Del total de la población, el 0.62% eran hispanos o latinos de cualquier raza.